# Eremodrina gilva
Eremodrina gilva is een nachtvlinder uit de familie van de uilen (Noctuidae).
De soort komt voor in Zuidoost-Europa en de Alpen en is met een opmars bezig naar het noorden. De vlinder heeft daarbij een voorkeur voor warme plaatsen langs spoorlijnen. De eerste waarneming in Nederland dateert van 1 juni 2009 in Geulle, inderdaad dicht bij een spoorlijn. In 2007 is de soort ook in Spanje voor het eerst waargenomen.